# Gal Ritchie
Gal Ritchie (3 maggio 2001) è un'attrice pornografica britannica.

## Carriera
Cresciuta in un piccolo villaggio del sud di Londra, ha lavorato nel settore tecnologico e come dominatrice. 
Dopo essersi trasferita nell'estate 2023 dal Regno Unito a Los Angeles per entrare nell'industria pornografica, gira la sua prima scena per Team Skeet con Charles Dera. 
Nel 2025 ottiene i suoi primi riconoscimenti, vincendo il premio come miglior attrice emergente sia agli AVN Awards che agli XMAs.

## Riconoscimenti
AVN Awards
- 2025 – Best New Starlet[8]
- 2025 – Best Sex Scene - Foursome/Orgy per Brazzers Present: 20 for 20 con Cherie DeVille, Alexis Fawx, Kayley Gunner, Lily Lou, Abigail Morris, Kira Noir, Ryan Reid, Queenie Sateen, Luna Star, Monique Alexander, Angela White, Mick Blue, Hollywood Cash, Manuel Ferrara, Ricky Johnson, JMac, Alex Jones, Keiran Lee, Isiah Maxwell, Scott Nails e Van Wylde[9]

XBIZ Awards
- 2025 – Best New Performer[10]
- 2025 – Best Sex Scene - Orgy/Group per Brazzers Present: 20 for 20 con Cherie DeVille, Alexis Fawx, Kayley Gunner, Lily Lou, Abigail Morris, Kira Noir, Ryan Reid, Angela White, Queenie Sateen, Luna Star, Monique Alexander, Mick Blue, Hollywood Cash, Manuel Ferrara, Ricky Johnson, JMac, Alex Jones, Keiran Lee, Isiah Maxwell, Scott Nails e Van Wylde[11]

XRCO Award
- 2025 - Best New Starlet[12]